# 생물학자
생물학자(生物學者)는 생물학을 연구하는 과학자이다. 생물학자들은 지구상의 생명을 연구하는 데 관심이 있으며, 개별 세포이든, 다세포 생물이든, 상호작용하는 개체군의 군집이든 상관없다. 그들은 보통 생물학의 특정 분야 (예: 분자생물학, 동물학, 진화생물학)를 전문으로 하고 특정 연구 초점 (예: 말라리아 또는 암 연구)을 가진다.
기초 연구에 참여하는 생물학자들은 자연 세계에 대한 지식을 증진하는 것을 목표로 한다. 그들은 가설을 시험하는 경험적 방법인 과학적 방법을 사용하여 연구를 수행한다. 그들의 발견은 인간을 위한 의학적으로 유용한 제품을 개발하는 것을 목표로 하는 생명공학기술과 같은 특정 목적을 위한 응용이 있을 수 있다.
현대에는 대부분의 생물학자들이 학사와 같은 하나 이상의 학위를 가지고 있으며, 석사 또는 박사와 같은 고급 학위도 가지고 있다. 다른 과학자들과 마찬가지로 생물학자들은 아카데미, 비영리 단체, 사설 산업, 또는 정부와 같은 경제의 다양한 분야에서 일하는 것을 볼 수 있다.

## 역사

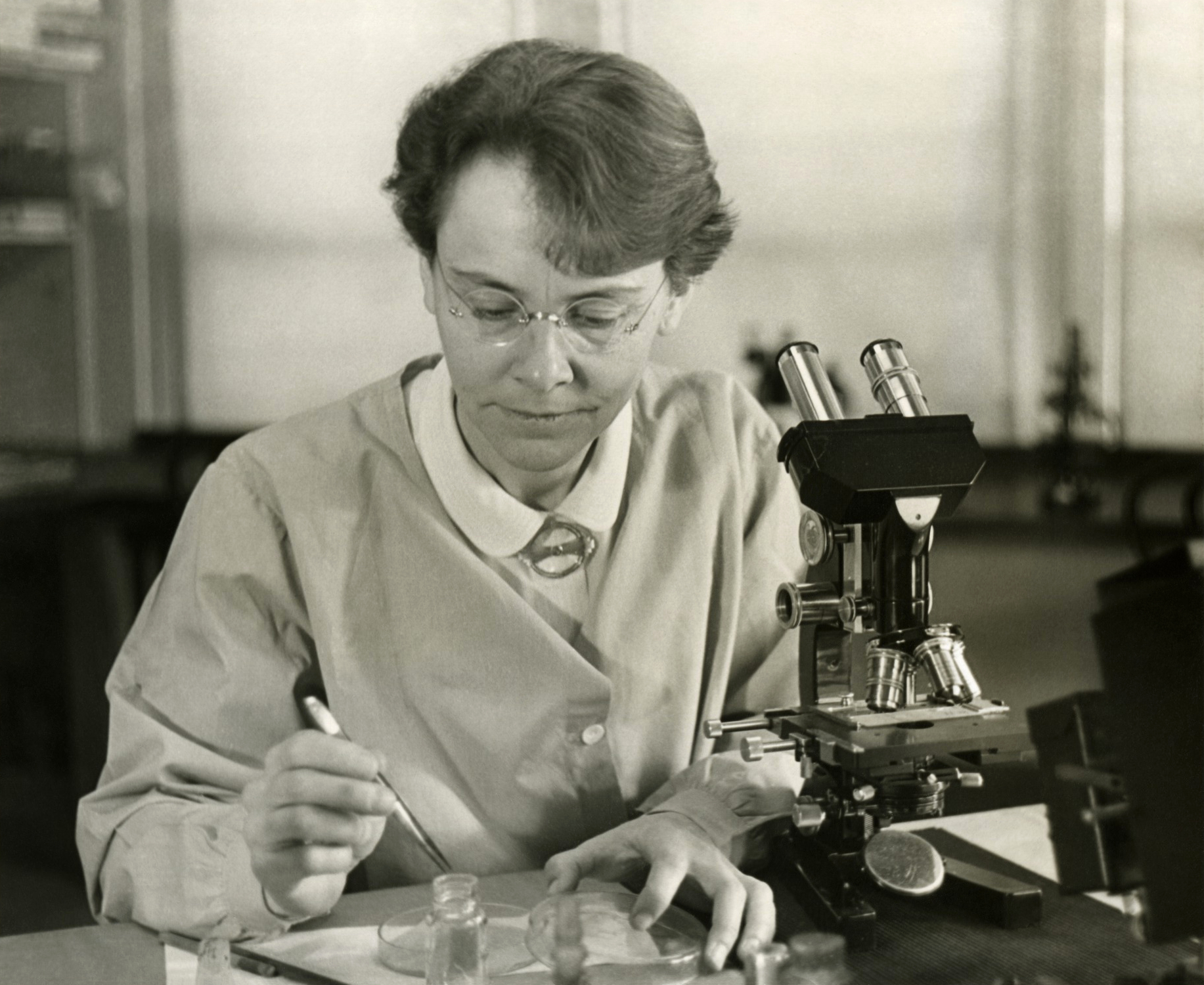
노벨상을 수상한 생물학자 바버라 매클린톡

생물학의 창시자인 프란체스코 레디는 역사상 가장 위대한 생물학자 중 한 명으로 인정받고 있다. 영국의 자연 철학자인 로버트 훅은 식물 구조가 벌집 세포와 유사하다는 점을 들어 세포라는 용어를 만들었다.
찰스 다윈과 앨프리드 월리스는 1859년에 출판된 다윈의 저서 《종의 기원》에 자세히 설명된 자연선택에 의한 진화론을 독자적으로 정립했다. 이 책에서 다윈은 인간을 포함한 모든 생명체의 특징이 오랜 시간 동안 축적된 변이와 발산을 통한 자연적인 하강 과정에 의해 형성되었다고 제안했다. 현재 형태의 진화론은 생물학의 거의 모든 영역에 영향을 미친다. 이와 별도로 그레고어 멘델은 1866년에 유전 원리를 정립했으며, 이는 현대 유전학의 기초가 되었다.
1953년, 제임스 D. 왓슨과 프랜시스 크릭은 모리스 윌킨스와 로절린드 프랭클린의 연구를 바탕으로 모든 형태의 생명체에서 생명을 발현하는 유전 물질인 DNA의 기본 구조를 이중 나선형으로 설명했다.
이언 윌머트는 1996년 성체 체세포에서 최초로 포유류를 복제한 연구 그룹을 이끌었으며, 그 복제 동물은 돌리라는 이름의 핀 도르셋 양이었다.

## 교육
생물학 분야의 학부 학위는 일반적으로 분자 및 세포 생물학, 발생, 생태학, 유전학, 미생물학, 해부학, 생리학, 식물학, 동물학 과목을 요구한다. 추가 요구 사항에는 물리학, 화학 (일반 화학, 유기 화학, 생화학), 미적분학, 통계학이 포함될 수 있다.
연구 지향적인 경력을 희망하는 학생들은 일반적으로 석사 또는 박사 (예: PhD)와 같은 대학원 학위를 추구하며, 이 과정에서 1800년대부터 존재해 온 도제식 모델을 바탕으로 연구 책임자로부터 훈련을 받는다. 이러한 대학원 프로그램의 학생들은 종종 생물학의 특정 하위 분야에서 전문적인 훈련을 받는다.

## 연구

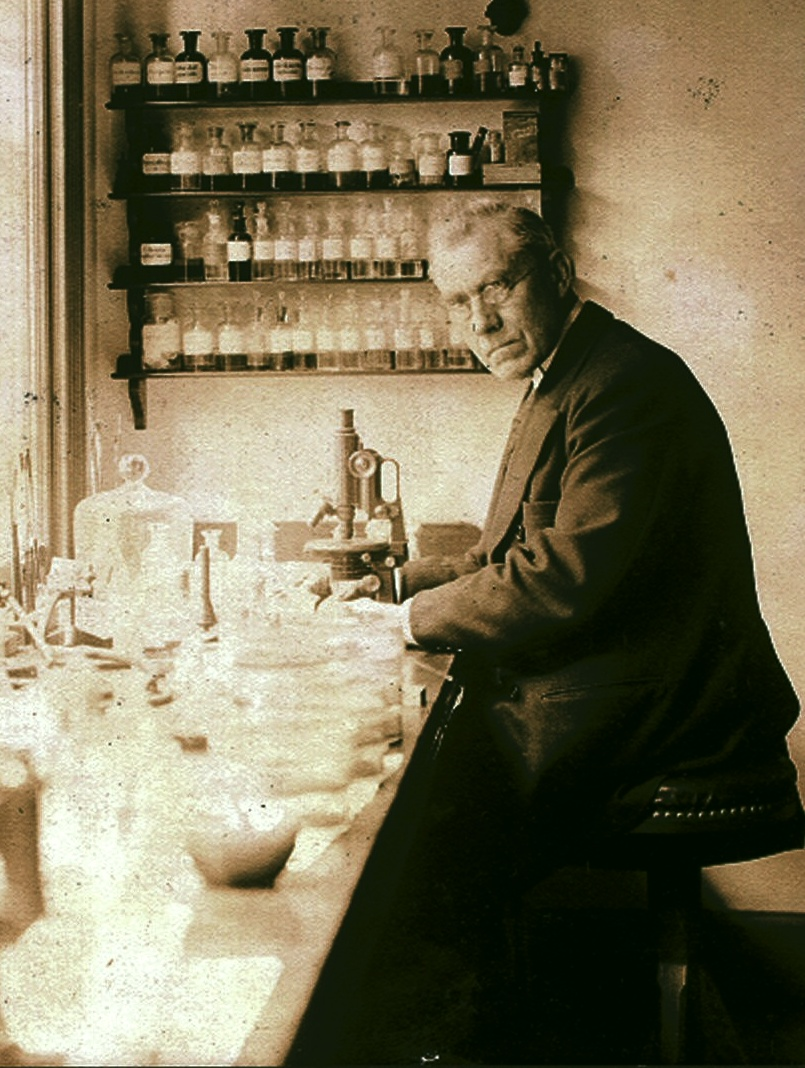
마르티뉘스 빌렘 베이예링크, 식물학자이자 미생물학자

기초 연구에 종사하는 생물학자들은 진화, 생화학, 분자생물학, 신경과학 및 세포생물학과 같은 주제를 포함하여 생명에 대한 인간의 지식을 발전시키기 위한 이론을 수립하고 실험을 고안한다.
생물학자들은 일반적으로 동물, 식물, 미생물 또는 생체분자를 포함하는 실험실 실험을 수행한다. 그러나 생물학 연구의 작은 부분은 실험실 밖에서도 이루어지며 실험보다는 자연 관찰을 포함할 수 있다. 예를 들어, 식물학자는 특정 환경에 존재하는 식물 종을 조사할 수 있으며, 생태학자는 화재 후 산림 지역이 어떻게 회복되는지 연구할 수 있다.
응용 연구에 종사하는 생물학자들은 기초 연구를 통해 얻은 성과를 특정 분야나 응용 분야의 지식을 증진하는 데 사용한다. 예를 들어, 이 응용 연구는 새로운 제약 약물, 치료법 및 의료 진단 시험을 개발하는 데 사용될 수 있다. 민간 산업에서 응용 연구 및 제품 개발을 수행하는 생물 과학자들은 자신의 연구 계획이나 결과를 자신의 아이디어를 거부하거나 승인할 위치에 있는 비과학자들에게 설명해야 할 수도 있다. 이 과학자들은 자신의 작업이 사업에 미치는 영향을 고려해야 한다.
유전학 및 유기 분자에 대한 지식의 급속한 발전은 생명공학 분야의 성장을 촉진하여 생물 과학자들이 일하는 산업을 변화시켰다. 생물 과학자들은 이제 동물과 식물의 유전 물질을 조작하여 유기체 (인간 포함)를 더 생산적이거나 질병에 강하게 만들 수 있다. DNA 재조합과 같은 생명공학 과정에 대한 기초 및 응용 연구는 인간 인슐린 및 성장 호르몬을 포함한 중요한 물질의 생산으로 이어졌다. 이전에는 대량으로 구할 수 없었던 많은 다른 물질들도 이제 생명공학적 방법으로 생산된다. 이러한 물질 중 일부는 질병 치료에 유용하다.
다양한 게놈(관련 유전자를 가진 염색체) 프로젝트에 종사하는 사람들은 유전자를 분리하고 그 기능을 결정한다. 이 작업은 겸상 적혈구 빈혈과 같은 특정 질병 및 유전적 건강 위험과 관련된 유전자의 발견으로 계속 이어진다. 생명공학의 발전은 의학, 농업, 환경 복원과 같은 분야의 상업적 응용 분야를 포함하여 거의 모든 생물학 분야에서 연구 기회를 창출했다.

### 세분화
대부분의 생물학자들은 특정 유형의 유기체 연구 또는 특정 활동을 전문으로 하지만, 최근의 발전으로 일부 전통적인 분류가 모호해졌다.
- 유전학자는 유전학 즉, 유전자, 유전, 유기체의 유전적 변이에 대한 과학을 연구한다.
- 신경과학자는 신경계를 연구한다.
- 발생 생물학자는 유기체의 발생 및 성장 과정을 연구한다.
- 생화학자는 생명체의 화학적 조성을 연구한다. 그들은 물질대사, 생식, 성장에 관련된 복잡한 화학적 조합과 반응을 분석한다.
- 분자 생물학자는 생체분자 사이의 생물학적 활성을 연구한다.
- 미생물학자는 세균, 조류, 균류와 같은 미생물의 성장과 특성을 조사한다.
- 생리학자는 식물과 동물의 생활 기능을 전체 유기체와 세포 또는 분자 수준에서 정상 및 비정상 조건에서 연구한다. 생리학자들은 종종 성장, 생식, 광합성, 호흡 또는 운동과 같은 기능이나 유기체의 특정 영역 또는 시스템의 생리학을 전문으로 한다.
- 생물물리학자는 물리학에서 전통적으로 사용되는 실험 방법을 사용하여 생물학적 질문에 답한다.
- 계산 생물학자는 컴퓨터 과학, 응용수학, 통계학의 기술을 생물학적 문제에 적용한다. 주요 초점은 수학적 모델링 및 계산 시뮬레이션 기술을 개발하는 데 있다. 이를 통해 실험실 없이 이론적 및 실험적 질문을 가진 과학 연구 주제를 다룬다.
- 동물학자 및 야생동물 생물학자는 동물과 야생 동물, 즉 그들의 기원, 행동, 질병 및 생활 과정을 연구한다. 일부는 통제되거나 자연적인 환경에서 살아있는 동물로 실험하는 반면, 다른 일부는 죽은 동물을 해부하여 그 구조를 연구한다. 동물학자 및 야생 동물 생물학자는 또한 생물학적 데이터를 수집하고 분석하여 토지 및 수역의 현재 및 잠재적 사용이 환경에 미치는 영향을 결정할 수 있다. 동물학자는 일반적으로 그들이 연구하는 동물 그룹으로 식별된다. 예를 들어, 조류학자는 새를, 포유류학자는 포유류를, 양서파충류학자는 파충류와 양서류를, 어류학자는 물고기를, 해파리 학자는 해파리를, 곤충학자는 곤충을 연구한다.
- 식물학자는 식물과 그 환경을 연구한다. 일부는 조류, 지의류, 이끼, 양치류, 구과식물, 속씨식물을 포함한 식물 생활의 모든 측면을 연구한다. 다른 일부는 식물의 식별 및 분류, 식물 부분의 구조 및 기능, 식물 과정의 생화학, 식물 질병의 원인 및 치료법, 식물과 다른 유기체 및 환경과의 상호 작용, 식물의 지질 기록 및 진화와 같은 분야를 전문으로 한다. 균학자는 식물과는 별개의 왕국인 효모, 곰팡이, 버섯과 같은 균계를 연구한다.
- 수생 생물학자는 물속에 사는 미생물, 식물 및 동물을 연구한다. 해양 생물학자는 해수 유기체를 연구하고, 육수학자는 담수 유기체를 연구한다. 해양 생물학 연구의 대부분은 분자생물학, 즉 살아있는 세포 내에서 일어나는 생화학적 과정 연구에 집중되어 있다. 해양 생물학은 해양학의 한 분야로, 해양과 해저의 생물학적, 화학적, 지질학적, 물리적 특성을 연구하는 학문이다. (환경 과학자 및 수문학자, 지구 과학자에 대한 핸드북 설명 참조).
- 생태학자는 유기체 간 및 유기체와 환경 간의 관계를 조사하고 개체군 크기, 오염 물질, 강우량, 온도 및 고도의 영향을 검토한다. 다양한 과학 분야의 지식을 사용하여 생태학자는 공기, 음식, 토양 및 물의 품질에 대한 데이터를 수집, 연구 및 보고할 수 있다.
- 진화 생물학자는 모든 생물의 공통 조상으로부터 시작하여 지구상의 생명 다양성을 생성한 진화 과정을 조사한다. 이러한 과정에는 자연선택, 공통 조상, 종분화가 포함된다.

## 고용
생물학자들은 일반적으로 정규 근무를 하지만, 더 긴 시간 근무하는 것도 드물지 않다. 연구자들은 연구의 특성에 따라 실험실이나 다른 장소(특히 현장에서)에서 비정규 시간에 근무해야 할 수도 있다.
많은 생물학자들은 연구 자금을 위해 보조금에 의존한다. 그들은 새로운 또는 연장된 자금을 신청하기 위한 제안서를 작성할 때 마감 기한을 맞추고 엄격한 보조금 작성 사양을 준수해야 하는 압박을 받을 수 있다.
해양 생물학자들은 다양한 근무 환경을 접한다. 일부는 실험실에서 일하고, 다른 일부는 연구선에서 일하며, 수중에서 일하는 사람들은 날카로운 산호초와 위험한 해양 생물 주변에서 안전한 잠수 연습을 해야 한다. 일부 해양 생물학자들은 바다에서 표본을 얻지만, 많은 이들은 여전히 실험실과 사무실에서 테스트를 수행하고, 실험을 진행하며, 결과를 기록하고 데이터를 취합하는 데 많은 시간을 보낸다.
생물학자들은 일반적으로 위험하거나 건강에 해로운 조건에 노출되지 않는다. 실험실에서 위험한 유기체나 유독 물질을 다루는 사람들은 안전 절차를 엄격히 준수하여 오염을 피해야 한다. 식물학자, 생태학자, 동물학자와 같은 많은 생물 과학자들은 격렬한 신체 활동과 원시적인 생활 조건을 포함하는 현장 연구를 수행한다. 현장의 생물 과학자들은 기상에 관계없이 따뜻하거나 추운 기후에서 일할 수 있다.

## 수상 및 표창
생물학자에게 수여되는 최고의 영예는 1901년부터 스웨덴 왕립 과학원에서 수여하는 노벨 생리학·의학상이다. 다른 중요한 상으로는 생명 과학 분야의 크라포르드상 (1980년 제정)과 현장 생물학 분야의 맥스웰/한라한 상 (2020년 제정)이 있다.

## 같이 보기
- 생물학자 목록